# Ann Wylie
Pour les articles homonymes, voir Wylie.
Ann Philippa Wylie, née le 12 août 1922 à  Wellington et morte le 27 décembre 2024 à Dunedin, est une botaniste néo-zélandaise. Elle est professeure agrégée à l'université d'Otago avant sa retraite en 1987.

## Enfance et famille
Wylie est née le 12 avril 1922,, la fille du chirurgien David Storer Wylie, qui a survécu au naufrage du SS Marquette en 1915, et de sa seconde épouse, Isobel Edith Wylie (née Daplyn),. Elle effectue ses études à l'école diocésaine de Nga Tawa près de Marton et étudie ensuite à l'Université d'Otago. Elle complète sa maîtrise ès sciences avec mention très bien en botanique en 1945 et un diplôme spécialisé en zoologie l'année suivante,. Elle commence à travailler au Wheat Research Institute de Lincoln en novembre 1946, effectuant des travaux expérimentaux et statistiques,. Toujours en 1946, Wylie reçoit une bourse scientifique de troisième cycle de l'Université de Nouvelle-Zélande, pour financer deux années d'études à l'étranger.

## Carrière académique
En 1944, Wylie termine son diplôme spécialisé au Département de botanique de l'université d'Otago lorsque le professeur John Holloway (en) prend sa retraite subitement en raison de problèmes de santé. Aux côtés de Betty Batham (en), Margaret Cookson et Brenda Shore, Wylie commence à enseigner pour faire fonctionner le département. Wylie soumet sa thèse de maîtrise, intitulée Vascular anatomy of New Zealand's malvaceous trees en 1945, alors qu'elle est résidente au St Margaret's College (en).
Wylie part à l'université de Londres en 1947, puis enseigne à l'université de Manchester. De retour en Nouvelle-Zélande, elle travaille au département de botanique de l'université d'Otago, mettant en place des cours de cytologie et de génétique et enseignant à des étudiants en zoologie et en botanique,,.
Selon une interview donnée alors qu'elle a 90 ans, Wylie rappelle que « les femmes étaient bien acceptées en zoologie et en botanique et qu'elle ne subissait aucun préjugé, même si elle note également que les professeures se comportaient comme des « hommes honoraires » ; ce sont elles qui ont dû s'adapter plutôt que les hommes » .
Wylie est devenue professeure agrégée avant de prendre sa retraite en 1987.
En 2017, Wylie est sélectionnée comme l'une des 150 femmes en 150 mots de la Société royale de Nouvelle-Zélande. Elle fête son 100e anniversaire le 12 avril 2022.

## Œuvres choisies
- (en) Ann P Wylie, « The history of the garden Narcissi », Heredity, NPG, vol. 6, no 2,‎ août 1952, p. 137-156 (ISSN 0018-067X et 1365-2540, DOI 10.1038/HDY.1952.16).
- (en) Jean M. Armstrong et Ann P. Wylie, « A New Basic Chromosome Number in the Family Fagaceae », Nature, NPG et Springer Science+Business Media, vol. 205, no 4978,‎ mars 1965, p. 1340-1341 (ISSN 1476-4687 et 0028-0836, OCLC 01586310, DOI 10.1038/2051340B0).
- Ann Wylie, The History of Garden Roses (Masters Memorial Lecture, 1954.) With plates. (publication scientifique), Inconnu et RHS, Londres, 1954.
- Ann Wylie et C Darlington, Chromosome Atlas of Flowering Plants, Allen & Unwin, 1955 (OCLC 3473037).
- Ann Wylie, Vascular anatomy of New Zealand's malvaceous trees: thesis presented for the degree of Master of Science in Botany, University of New Zealand (mémoire de maîtrise ou de master), 1945.
- Ann Wylie, The chromosome numbers of mosses (publication scientifique), Taylor & Francis, 1957.